# پتیان
پتیان (به انگلیسی: Patian) یک منطقهٔ مسکونی در پاکستان است که در خیبر پختونخوا واقع شده‌است. پتیان ۹۵۸ متر بالاتر از سطح دریا واقع شده‌است.